# Ласота, Эдвард
Э́двард Ла́сота (чеш. Edvard Lasota; 7 марта 1971, Тршинец, ЧССР) — чешский футболист, полузащитник. В 1995—1998 годах выступал за сборную Чехии. Бронзовый призёр Кубка конфедераций 1997.

## Карьера

### Клубная
Ласота начал заниматься футболом в 1979 году в клубе из родного города «Тршинец», в котором и получил первые футбольные навыки, окончив футбольную школу клуба. В возрасте 18 лет, в 1989 году, Эдвард перешёл в клуб «Зброёвка» из города Брно, но поиграл за новую команду всего лишь в одном матче, так как отправился проходить военную службу. С 1989 по 1990 год Ласота играл в армейской команде под названием «Табор». Отслужив, в 1990 году полузащитник перешёл в клуб «Дукла» из города Праги, за который в сезоне чемпионата Чехословакии 1990/91 провёл 20 игр, в которых забил 6 мячей.
В 1991 году Эдвард вернулся в «Зброёвку», где за два с половиной сезона показал довольно высокую для своего амплуа результативность, забив 14 мячей в 36 матчах. В 1994 году Ласота перешёл в клуб «Сигма» из города Оломоуц, за который забил 2 гола в 25 играх. Уже в следующем, 1995 году полузащитник перешёл в клуб «Дрновице» за который в ходе двух лет забил 9 мячей в 43 матчах.
Наиболее удачным в профессиональной карьере Ласоты является период, когда Эдвард выступал за клуб «Славия» из города Праги. В него полузащитник перешёл в 1996 году, расторгнув контракт с «Дрновице». Перейдя в «Славию», Ласота получил свой первый вызов в сборную Чехии в конце 1995 года, а также вместе с командой стал обладателем кубка Чехии в 1997 году и серебряным призёром чемпионата Чехии сезона 1997/98.
В 1998 году Эдвард Ласота впервые в своей профессиональной карьере подписал контракт с иностранным клубом, которым стал итальянский клуб «Реджана». В Италии у полузащитника карьера не удалась, за 2 года пребывания в «Реджане» он вышел на поле лишь в двух официальных матчах. Следствием этого стало то, что в 2000 году половину сезона на правах аренды Ласота отыграл в клубе «Опава» из родной страны. Вернувшись из аренды, Эдвард стал чаще выходить на поле в составе «Реджаны», и к 2001 году провёл за этот клуб 18 матчей, в которых забил 2 гола. Оставшуюся половину сезона в 2001 году Ласота на правах аренды провёл в другом итальянском клубе, которым стал клуб «Салернитана», но за эту команду на поле так и не вышел.
В конце 2001 года полузащитник перешёл в клуб «Дрновице», за который уже выступал в своей карьере. К 2002 году за «Дрновице» Ласота принял участие в 23 матчах, в которых забил 5 мячей. В том же, 2002 году, Эдвард перешёл в клуб «Тескома», за который впоследствии выступал в течение четырёх лет. В 2006 году полузащитник вернулся в свой родной клуб «Тршинец», который выступал на тот момент во второй лиге Чехии, с целью помочь команде выйти в первую лигу. За «Тршинец» Ласота выступал до 2007 года, успев побывать на правах аренды в одном из любительских чешских футбольных клубов, которым стал «Быстршице-над-Олшы». Покинув «Тршинец», последние два года профессиональной карьеры Эдвард провёл в любительском клубе «Ростекс» из города Вишкова. Игровую карьеру Ласота закончил в 2008 году.

### В сборной
Эдвард Ласота дебютировал в сборной Чехии 13 декабря 1995 года в товарищеском матче против сборной Кувейта, выйдя на поле в основном составе. Матч закончился со счётом 2:1 в пользу сборной Чехии.
В 1996 году полузащитник в сборную не вызывался, а уже в следующем, 1997 году провёл за сборную 8 матчей и был включён в заявку тренером сборной Душаном Угрином на первый, и единственный, для себя официальный турнир, которым стал Кубок конфедераций 1997. На Кубке конфедераций, Ласота принял участие во всех матчах сборной, где сборная Чехии добилась третьего места на турнире. В группе B сборная Чехии сыграла с ЮАР (2:2, вышел в основном составе, отыграл все 90 минут), Уругваем (1:2, вышел в основном составе, заменён на 45-й минуте) и ОАЭ (6:1, вышел на замену 65-й минуте) и по набранным очкам со второго места вышла в 1/2 финала. В полуфинале сборная Чехии встретилась с Бразилией (0:2, вышел в основном составе, отыграл все 90 минут), а в матче за третье место чехам вновь достался их недавний соперник по группе B, Уругвай (1:0, вышел на замену 58-й минуте). Выйдя на замену, уже спустя 5 минут, на 63-й минуте Ласота забил гол, который оказался победным в матче и позволил сборной Чехии стать бронзовым призёром Кубка конфедераций 1997.
Уже в следующей для себя игре за сборную, 25 марта 1998 года в товарищеском матче против сборной Ирландии, Эдвард забил второй для себя гол за сборную и позволил чехам победить со счётом 2:1. Последнее выступление за сборную для Ласоты состоялось 27 мая 1998 года в товарищеской игре со сборной Южной Кореи (2:2).

## Достижения
«Славия» (Прага)
- Обладатель Кубка Чехии: 1997
- Серебряный призёр чемпионата Чехии: 1997/98

Сборная Чехии
- Бронзовый призёр Кубка конфедераций: 1997

## После карьеры
После окончания профессиональной карьеры летом 2008 года, устроился на работу в один из своих бывших клубов «Зброёвка» из города Брно в качестве обычного разнорабочего.

## Статистика
Статистика матчей и голов за сборную по годам:
| Команда | Год   | Матчи | Голы |
| ------- | ----- | ----- | ---- |
| Чехия   | 1995  | 1     | 0    |
| Чехия   | 1996  | 1     | 0    |
| Чехия   | 1997  | 8     | 1    |
| Чехия   | 1998  | 5     | 1    |
| Итого   | Итого | 15    | 2    |

#### Матчи и голы за сборную
| №  | Дата             | Оппонент          | Счёт | Голы Ласоты | Соревнование             |
| 1  | 13 декабря 1995  | Кувейт            | 2:1  | −           | Товарищеский матч        |
| 2  | 4 сентября 1996  | Исландия          | 2:1  | −           | Товарищеский матч        |
| 3  | 6 сентября 1997  | Фарерские острова | 2:0  | −           | Отборочные матчи ЧМ-1998 |
| 4  | 23 сентября 1997 | Мальта            | 1:0  | −           | Отборочные матчи ЧМ-1998 |
| 5  | 11 октября 1997  | Словакия          | 3:0  | −           | Отборочные матчи ЧМ-1998 |
| 6  | 13 декабря 1997  | ЮАР               | 2:2  | −           | Кубок конфедераций 1997  |
| 7  | 15 декабря 1997  | Уругвай           | 1:2  | −           | Кубок конфедераций 1997  |
| 8  | 17 декабря 1997  | ОАЭ               | 6:1  | −           | Кубок конфедераций 1997  |
| 9  | 19 декабря 1997  | Бразилия          | 0:2  | −           | Кубок конфедераций 1997  |
| 10 | 21 декабря 1997  | Уругвай           | 1:0  | 1           | Кубок конфедераций 1997  |
| 11 | 25 марта 1998    | Ирландия          | 2:1  | 1           | Товарищеский матч        |
| 12 | 22 апреля 1998   | Словения          | 3:1  | −           | Товарищеский матч        |
| 13 | 21 мая 1998      | Парагвай          | 1:0  | −           | Кубок Кирин              |
| 14 | 24 мая 1998      | Япония            | 0:0  | −           | Кубок Кирин              |
| 15 | 27 мая 1998      | Южная Корея       | 2:2  | −           | Товарищеский матч        |

Итого: 15 матчей / 2 гола; 10 побед, 3 ничьих, 2 поражения.
(откорректировано по состоянию на 27 мая 1998 года)

##### Голы за сборную
| №  | Дата            | Место                                                | Соперник | Счёт  | Результат | Соревнование            |
| -- | --------------- | ---------------------------------------------------- | -------- | ----- | --------- | ----------------------- |
| 1. | 21 декабря 1997 | Стадион им. Короля Фахда, Эр-Рияд, Саудовская Аравия | Уругвай  | 1 : 0 | 1 : 0     | Кубок конфедераций 1997 |
| 2. | 25 марта 1998   | «Андрув», Оломоуц, Чехия                             | Ирландия | 2 : 1 | 2 : 1     | Товарищеский матч       |